# Tele2
Tele2 — шведская международная телекоммуникационная компания. Штаб-квартира компании находится в Стокгольме.
Компания была основана в конце 1970-х как дочернее предприятие группы компаний Investment AB Kinnevik (Швеция). В то время она называлась Comvik. В 1988 году компания получила лицензию на оказание услуг мобильной связи в формате GSM и четырьмя годами позже запустила свою первую сеть в Швеции. В 1993 году появилось современное название — Tele2.
В 1996 году компания начала экспансию за пределы Швеции, с 1997 по 2004 годы развернув сети в Норвегии, Эстонии, Литве, Германии, Австрии, Швейцарии, Нидерландах, Латвии и в других странах Европы. В 2000 году компания получила первые 3G-лицензии, в 2014 году начала строительство сетей 4G. В 2003 году Tele2 запустила сети мобильной связи в России, с 2011 года начала работу в Республике Казахстан.

## Умная розница
14 декабря 2018 года Tele2 вводит систему цифровых дисплеев, которыми можно управлять из офиса компании. Эта технология позволяет отображать актуальную и полную информацию об ассортименте салонов в режиме реального времени.

## Собственники и руководство
Крупнейший акционер компании — Investment AB Kinnevik (30,1 % голосующих акций), остальные акции находятся в свободном обращении.

## Деятельность
Холдинг Tele2 по состоянию на 2011 год работал, в США 11 странах мира: Швеции, Норвегии, Нидерландах, Германии, Австрии, Хорватии, Эстонии, Латвии, Литве, России и Казахстане, оказывая услуги мобильной и фиксированной связи, интернет-доступа и кабельного ТВ 30 миллионам клиентов. На лицензионной территории Tele2 проживает более 61 миллиона человек. Рыночная стратегия — сотовый дискаунтер.
К концу 2018 года общее число абонентов Tele2 достигло 42,3 млн человек.
С марта 2022 года НСЭСМИ Латвии дало распоряжение латвийскому Tele2 о блокировке некоторых российских сайтов.
Сентябрь 2024 года — ребрендинг Tele2 в России. Новое наименование компании — t2. Отношения российской части бизнеса со шведским концерном прекращены (кроме договора на использование логотипа).
14 января 2025 года национальный оператор связи Казахстана, АО «Казахтелеком», объявил о завершении сделки по продаже своих долей в мобильных операторах Tele2 и Altel. Продажа была осуществлена в рамках стратегии компании по оптимизации активов и сосредоточению усилий на развитии ключевых направлений бизнеса.

## MVNO
Оператор является одним из крупнейших в Швеции, кто предоставляет компаниям услуги MVNO-связи. На сентябрь 2020 года Tele2 насчитывает более 20 бизнес-проектов на базе оператора.